# Муніціпал де Ароука
«Ештадіу Муніціпал де Ароука» (порт. Estádio Municipal de Arouca) — футбольний стадіон в Ароуці, Португалія, домашня арена ФК «Ароука».

## Опис
Стадіон відкритий у 2006 році.  У 2013 році арену реконструйовано в рамках приведення її до вимог Португальської Прем'єр-ліги, до якої напередодні вийшов ФК «Ароука».